# Dire Straits (альбом)
Dire Straits — перший студійний альбом англійської групи Dire Straits, який вийшов 9 червня 1978 року.

## Композиції
1. Down to the Waterline — 3:55
2. Water of Love — 5:23
3. Setting Me Up — 3:18
4. Six Blade Knife — 4:10
5. Southbound Again — 2:58
6. Sultans of Swing — 5:47
7. In the Gallery — 6:16
8. Wild West End — 4:42
9. Lions — 5:05